# József Faragó
József Faragó (Eger, 8 de julio de 1966) es un deportista húngaro que compitió en lucha grecorromana. Ganó dos medallas en el Campeonato Europeo de Lucha, oro en 1991 y bronce en 1990.

## Palmarés internacional
| Campeonato Europeo | Campeonato Europeo       | Campeonato Europeo | Campeonato Europeo |
| Año                | Lugar                    | Medalla            | Categoría          |
| ------------------ | ------------------------ | ------------------ | ------------------ |
| 1990               | Poznań (Polonia)         | Medalla de bronce  | 48 kg              |
| 1991               | Aschaffenburg (Alemania) | Medalla de oro     | 48 kg              |